# Adriaan Richter
Pour les articles homonymes, voir Richter.
Pas d'image ? Cliquez ici

a Compétitions nationales et continentales officielles uniquement.

b Matchs officiels uniquement.
Adriaanus Johannes Richter, plus simplement connu comme Adriaan Richter, né le 10 mai 1966 à Roodepoort (Afrique du Sud), est un ancien joueur de rugby à XV international sud-africain, évoluant comme troisième ligne polyvalent avec une préférence pour le poste de numéro 8.

## Carrière

### En province
- Blue Bulls en Currie Cup 1988-1998
- Benetton Rugby Trévise 1998-2001

### En équipe nationale
Il a effectué son premier test match avec les Springboks le 17 octobre 1992 à l’occasion d’un match contre l'équipe de France (victoire 20-15).
Son dernier test match a été effectué le 10 juin 1995 contre l'équipe des Samoa (victoire 42-14).

## Palmarès

### Avec les Springboks
Coupe du monde
- Vainqueur de la Coupe du monde de rugby 1995 (3 matchs, 2 comme titulaire, 1 fois capitaine).

détails de ses sélections
- 10 sélections
- 20 points (4 essais)
- Sélections par année : 3 en 1993, 4 en 1994, 3 en 1995.